# Miedź Legnica
El Miedź Legnica es un club de fútbol de la ciudad de Legnica, en Polonia. Fundado en 1971, actualmente juega en la I Liga de Polonia, segunda categoría del fútbol polaco.

## Historia
El Miedź Legnica fue fundado en 1971 y durante gran parte de la segunda mitad del siglo XX jugó en la II Liga, tercer nivel del sistema de ligas del fútbol polaco. Su mayor éxito ha sido proclamarse campeón de la Copa de Polonia 1991/92, cuando venció en los penaltis al Górnik Zabrze. Ese mismo año participó en la supercopa, cayendo derrotado 4-2 frente al Lech Poznań. No obstante, el Miedź ganó la posibilidad de jugar a nivel continental, jugando los dieciseisavos de final de la Recopa de Europa de 1992/93, siendo eliminado en la primera ronda por el AS Mónaco.
Tras jugar varias temporadas en la I Liga, el Miedź ascendió por primera vez en su historia a la Ekstraklasa en la temporada 2018/19. Sin embargo, su primera temporada en la máxima categoría terminó abruptamente con su descenso al final de la campaña, quedando en 15.ª posición y a tan solo un punto de la salvación. En la temporada 2021/22, el Miedź Legnica quedó en primer lugar en la I Liga, ganando la promoción nuevamente a la Ekstraklasa. No obstante, descendió al año siguiente al acabar en última posición.

## Estadio
Juega sus partidos como local en el Estadio Municipal de Legnica, con capacidad para 6,244 personas.

## Colores
Los colores tradicionales del Miedź Legnica son el azul y el rojo.

## Jugadores

### Jugadores destacados
- Kadú Alves
- Artjom Artjunin
- Jon Aurtenetxe
- Grzegorz Bartczak
- Mladen Bartulović
- Andrzej Bledzewski
- Marcin Burkhardt
- Jerónimo Cacciabue
- Jurich Carolina
- Keon Daniel
- Enkeleid Dobi
- Petteri Forsell
- Jens Martin Gammelby
- Łukasz Garguła
- Jarosław Gierejkiewicz
- Ángelo Henríquez
- Carlos Heredia Fontana
- Tomasz Jarzębowski
- Romuald Kujawa
- Tadas Labukas
- Kevin Lafrance
- Wojciech Łobodziński
- Piotr Madejski
- Carlos Julio Martínez
- Nemanja Mijušković
- Mariusz Mowlik
- Luciano Narsingh
- Santiago Naveda
- Marcin Nowacki
- Henrik Ojamaa
- Jan Ostrowski
- Artur Pikk
- Marcin Robak
- Valērijs Šabala
- Michał Stasiak
- Bartosz Ślusarski
- Igor Subbotin
- Łukasz Załuska

## Participación en competiciones de la UEFA
| Temporada | Torneo                               | Ronda | Club      | Casa | Visita | Global |
| --------- | ------------------------------------ | ----- | --------- | ---- | ------ | ------ |
| 1992/93   | Copa de Campeones de Copa de la UEFA | 1/16  | AS Mónaco | 0–1  | 0–0    | 0–1    |

## Palmarés

### Torneos nacionales
- Copa de Polonia:
  - Ganador (1): 
    - 1991/92 - Miedź Legnica 1:1 (4 - 3 pen.) Górnik Zabrze

- Supercopa polaca de fútbol:
  - Finalista (1): 1992

- I Liga:
  - Ganador (2): 
    - 2017/18, 2021/22